# Erich Wittig
Erich Wittig (* 12. Juli 1926) ist ein ehemaliger deutscher Fußballspieler. Für Tennis Borussia Berlin absolvierte er von 1950 bis 1953 in der Stadtliga Berlin 71 Rundenspiele und erzielte dabei ein Tor. Der Defensivspieler gehörte der Erfolgself von Tennis Borussia an, die von 1950 bis 1952 dreimal in Folge den Meistertitel in Berlin gewann und er trug den lila-weißen Dress der „Veilchen“ auch in den nachfolgenden 13 Endrundenspielen um die deutsche Fußballmeisterschaft auf das Spielfeld.

## Laufbahn

### Pankow, bis 1949
„Pongo“ Wittig eröffnete seine höherklassige Karriere im Seniorenbereich nach Ende des Zweiten Weltkriegs im nördlichen Berlin bei der Elf von SG Pankow-Nord. In der Saison 1946/47 wurde er mit seinen Mannschaftskameraden Staffelsieger in der zweiten Berliner Spielklasse und stieg damit in die damals noch gesamtberlinerische Stadtliga zur Runde 1947/48 auf. Mit einer guten Abwehr landete Wittig mit Pankow 1948 auf dem achten, beziehungsweise 1949 auf dem siebten Rang. Die SG Charlottenburg (Tennis-Borussia Berlin) hatte 1948/49 hinter Wilmersdorf (Berliner SV 92) die Vizemeisterschaft erreicht und wurde ab der Saison 1949/50 der neue Verein des linken Außenläufers.

### Tennis Borussia Berlin, 1949 bis 1953
Tennis-Borussia, die Elf von Trainer Fritz Maurischat, startete mit 14:0 Punkten in die Runde. Als neben Wittig im Oktober 1949 auch noch mit Horst Schmutzler aus Plauen ein zusätzlicher torgefährlicher Angreifer zu den „Veilchen“ kam, war der Weg zur Meisterschaft mit 35:9 Punkten vorgezeichnet. Mit der Stammformation um Torhüter Karl-Heinz Steinbeck, dem Verteidigerpaar Kurt Manthey und Kurt Podratz, der Läuferreihe mit Heinz Warstat, Rudolf Junik und Erich Wittig, sowie dem Angriff mit Hans Berndt (17 Tore), Gerhard Haberstroh, Gerhard Graf (11 Tore), Werner Fiedler und Horst Schmutzler setzte sich TeBe mit drei Punkten Vorsprung gegenüber den punktgleichen Union Oberschöneweide und Berliner SV 92 durch. Wittig hatte wie Podratz und Schmutzler 16 Ligaspiele bestritten. Sein vorheriger Verein aus Pankow beendete die Runde auf dem achten Rang. Am 21. Mai 1950 verlor Tennis-Borussia in München das Vorrundenspiel um die deutsche Meisterschaft mit 1:3 Toren gegen Kickers Offenbach. Wittig lernte dabei die Offensivkraft der OFC-Stürmer Horst Buhtz und Gerhard Kaufhold kennen. Am 14. Juni setzte sich der Berliner Meister im Halbfinale um den Berliner Pokal mit 2:0 gegen SC Union 06 Berlin durch. Am 21. Juni wurde das Finale aber in der Verlängerung mit 1:2 gegen Wacker 04 Berlin verloren. In beiden Spielen bekleidete Wittig wie gewohnt die linke Außenläuferposition.
Bereits in der Hinrunde, am 18. September 1949, war Wittig in der Auswahl von Berlin beim Länderpokalspiel gegen Bayern aufgelaufen. Der spätere Pokalsieger Bayern setzte sich vor 70.000 Zuschauern im Olympiastadion mit 3:0 durch. In der Rückrunde, am 26. März 1950, kam er beim Spiel der Berliner Auswahl gegen Sachsen bei einem 2:0-Erfolg wiederum als linker Außenläufer zum Einsatz.
Mit der Elf aus dem Bezirk Charlottenburg verteidigte Wittig 1950/51 im ersten Jahr unter Vertragsspielerbedingungen in einer 14er-Staffel mit fünf Punkten Vorsprung vor SC Union 06 Berlin die Westberliner Meisterschaft. In 26 Punktspielen – Wittig war in 22 Spielen aktiv gewesen – verlor TeBe lediglich das Auftaktspiel mit 0:2 Toren bei Viktoria 89 und erzielte mit 84 Treffern auch eindeutig die meisten Tore. Die Berliner Torjägerkrone holte sich aber Paul Salisch mit 29 Toren von Vizemeister Union 06, vor den zwei Tennis Borussen Hans Berndt (27) und Horst Schmutzler mit 26 Treffern. In der Endrunde glückte der einzige Sieg beim Hinrundenspiel gegen Preußen Münster mit 3:2. Bei der nicht wirklich zu verstehenden 2:8-Heimniederlage nach einer 2:1-Halbzeitführung am letzten Spieltag, den 10. Juni 1951, durch den Münster gegenüber dem punktgleichen 1. FC Nürnberg das Finale erreichte, hatte es Wittig als linker Außenläufer im damals praktizierten WM-System zumeist mit dem Preußen-Spielmacher Alfred Preißler zu tun gehabt. Wittig war in allen sechs Gruppenspielen gegen Münster, Nürnberg und den Hamburger SV zum Einsatz gekommen.
In seiner dritten Runde glückte 1951/52 erneut die Titelverteidigung, wiederum vor SC Union 06 und damit der Titel-Hattrick. Dem meisterschaftsentscheidenden Spiel am 6. April 1952 zwischen TeBe und Union 06 hatten 75.000-Fans beigewohnt; die „Veilchen“ gewannen mit 4:2. Wittig hatte 26 Ligaspiele für die Meistermannschaft bestritten. In die Endrunde war Tennis Borussia mit einem 4:2-Auswärtserfolg gegen den Westmeister Rot-Weiss Essen gestartet. Dabei hatte sich die Berliner Defensive gegen die spielstarken Essener Angreifer wie Helmut Rahn, August Gottschalk und Bernhard Termath bewährt. Auch beim 1:1-Heimremis am 25. Mai gegen den späteren Deutschen Meister VfB Stuttgart vor 90.000 Zuschauern im Olympiastadion, war die Abwehr der Tennis Borussen mit Karl-Heinz Steinbeck (Torhüter), Rudolf Deinert, Kurt Podratz, Heinz Hausmann, Heinz Warstat und Erich Wittig Garant des Unentschiedens.
In der Hinrunde ragte noch der Einsatz in der Stadtauswahl beim Heimspiel gegen London heraus. Vor 80.000 Zuschauern rang Berlin mit Kurt Birkner (Torhüter), den Verteidigern Richard Strehlow und Kurt Podratz, den Läufern Rudolf Krüger, Herbert Stelter und Erich Wittig, sowie den Angreifern Paul Lemm, Horst Schmutzler, Gerhard Graf, Fritz Wilde und Horst Kollmannsperger den englischen Profis um Ron Greenwood, Cliff Holton, Eddie Baily, Bill Nicholson und Jimmy Hill ein 1:1-Remis ab.
Insgesamt hat „Pongo“ Wittig für die „Veilchen“ 13 Endrundenspiele um die deutsche Meisterschaft bestritten.
Der vierte Meisterschaftserfolg gelang in der Serie 1952/53 nicht; TeBe kam auf dem dritten Rang ein und Wittig hatte in 23 Ligaeinsätzen einen Treffer erzielt. Sein letztes Ligaspiel absolvierte er am 19. April 1953 bei einem 1:0-Heimerfolg gegen Viktoria 89. Im Sommer 1953 beendete er nach 71 Stadtligaeinsätzen für Tennis-Borussia seine höherklassige Laufbahn.

### Erfolge
- Meister in der Stadtliga Berlin: 1950, 1951, 1952